# Coffee syrup
Coffee syrup är en drycktillsats som typiskt används i den amerikanska delstaten Rhode Island. Den utgörs av tre ingredienser (vatten och socker som pressas igenom malet kaffe). Den används i det lokala köket i coffee milk och i ”glassdrinken” coffee cabinet.
Ursprungligen började coffee syrup produceras på 1930-talet i små "drug stores", och med coffee syrup vände man sig då till barnen, medan deras föräldrar drack varmt kaffe.